# Mistrzostwa Polski w Boksie 1962
33. Mistrzostwa Polski w boksie mężczyzn odbyły się w dniach 12–18 marca 1962 roku w Rzeszowie.

## Medaliści
| Kategoria:                        | Złoto:                                      | Srebro:                               | Brąz:                                                                      |
| waga musza (do 51 kg)             | Artur Olech (Gwardia Wrocław)               | Zdzisław Drożdżal (Widzew Łódź)       | Antoni Sokołowski (BBTS Bielsko-Biała) Zygmunt Widuła (Opolanin Opole)     |
| waga kogucia (do 54 kg)           | Brunon Bendig (Gedania Gdańsk)              | Stanisław Dzienis (Gwardia Białystok) | Teofil Kowalski (Wisła Kraków) Kazimierz Rzeźnikiewicz (Legia Warszawa)    |
| waga piórkowa (do 57 kg)          | Jerzy Adamski (Astoria Bydgoszcz)           | Piotr Gutman (ŁTS Łabędy)             | Józef Drucis (Hutnik Nowa Huta) Andrzej Sosnowski (Gwardia Warszawa)       |
| waga lekka (do 60 kg)             | Jan Szczepański (Legia Warszawa)            | Ryszard Dudczak (Hutnik Nowa Huta)    | Ryszard Seremak (Rokita Brzeg Dolny) Zenon Trzepieciński (Błękitni Kielce) |
| waga lekkopółśrednia (do 63,5 kg) | Jerzy Kulej (Gwardia Warszawa)              | Józef Piński (Pogoń Szczecin)         | Jan Sobolewski (Prosna Kalisz) Stanisław Szado (Stal Stalowa Wola)         |
| waga półśrednia (do 67 kg)        | Józef Knut (Wybrzeże Gdańsk)                | Sergiusz Mazurek (Legia Warszawa)     | Tadeusz Ścibor (Star Starachowice) Wiesław Żuk (Hutnik Nowa Huta)          |
| waga lekkośrednia (do 71 kg)      | Hubert Kucznierz (Carbo Gliwice)            | Andrzej Siodła (Budowlani Poznań)     | Bogdan Misiak (Stal Stalowa Wola) Waldemar Ziółkowski (Gwardia Wrocław)    |
| waga średnia (do 75 kg)           | Tadeusz Walasek (Gwardia Warszawa)          | Henryk Dampc (Wybrzeże Gdańsk)        | Edmund Dampc (Legia Warszawa) Lucjan Słowakiewicz (Hutnik Nowa Huta)       |
| waga półciężka (do 81 kg)         | Zbigniew Pietrzykowski (BBTS Bielsko-Biała) | Tadeusz Kubacki (Gwardia Łódź)        | Józef Maternowski (Metal Tarnów) Janusz Pilewski (Astoria Bydgoszcz)       |
| waga ciężka (powyżej 81 kg)       | Władysław Jędrzejewski (Hutnik Nowa Huta)   | Klemens Małkiewicz (Carbo Gliwice)    | Klaus Finger (Pafawag Wrocław) Lucjan Trela (Stal Stalowa Wola)            |